# Новосёловка (Северо-Казахстанская область)
Новосёловка (каз. Новоселовка) — село в районе имени Габита Мусрепова Северо-Казахстанской области Казахстана. Административный центр Новосельского сельского округа. Находится примерно в 13 км к востоку от села Новоишимское, административного центра района, на высоте 198 метров над уровнем моря. Код КАТО — 596653100.

## Население
В 1999 году численность населения села составляла 1255 человек (633 мужчины и 622 женщины). По данным переписи 2009 года в селе проживало 1085 человек (561 мужчина и 524 женщины).